# چارلز دی جمار
چارلز دانالد "سم" جمار (به انگلیسی: Charles Donald "Sam" Gemar) فضانورد اهل کشور ایالات متحده آمریکا است که در ۴ اوت ۱۹۵۵ میلادی در ینکتون، داکوتای جنوبی زاده شد. وی در مأموریت اس‌تی‌اس-۳۸، اس‌تی‌اس-۴۸، اس‌تی‌اس-۶۲ حضور داشته است.